# Апхазава, Теймураз Вахтангович
Теймураз Вахтангович Апхазава (род. 21 апреля 1955, Кутаиси) — советский борец классического стиля, чемпион и призёр чемпионатов СССР и Европы, чемпион мира, Заслуженный мастер спорта СССР (1982).

## Биография
Увлёкся борьбой в 1969 году. В 1973 году выполнил норматив мастера спорта СССР, а в 1978 году — мастера спорта международного класса. Участвовал в девяти чемпионатах СССР (1974—1982 годы). Член сборной команды страны в 1979-1986 годах. В 1986 году оставил большой спорт.

## Спортивные результаты
- Классическая борьба на летней Спартакиаде народов СССР 1979 года — ;
- Чемпионат СССР по классической борьбе 1979 года — ;
- Чемпионат СССР по классической борьбе 1980 года — ;
- Чемпионат СССР по классической борьбе 1982 года — ;
- Чемпионат СССР по классической борьбе 1984 года — ;
- Чемпионат СССР по классической борьбе 1986 года — ;
- Классическая борьба на летней Спартакиаде народов СССР 1983 года — ;